# Веселівська сільська рада (Судак)
Весе́лівська сільська́ ра́да — адміністративно-територіальна одиниця та орган місцевого самоврядування у складі Судацької міської ради Автономної Республіки Крим. Адміністративний центр — село Веселе.

## Загальні відомості
- Населення ради: 1 596 осіб (станом на 2001 рік)

## Населені пункти
Сільській раді були підпорядковані населені пункти:
- с. Веселе

## Склад ради
Рада складалася з 16 депутатів та голови.
- Голова ради: Ємцев Дмитро Дмитрович
- Секретар ради: Синицька Ірина Павлівна

### Керівний склад попередніх скликань
| Прізвище, ім'я, по батькові | Основні відомості                                                 | Дата обрання | Дата звільнення |
| --------------------------- | ----------------------------------------------------------------- | ------------ | --------------- |
| Чепіль Геннадій Петрович    | Сільський голова, 1964 року народження, член Партії регіонів      | 26.03.2006   | 31.10.2010      |
| Ємцев Дмитро Дмитрович      | Сільський голова, 1966 року народження, освіта вища, безпартійний | 17.07.2011   |                 |

Примітка: таблиця складена за даними сайту Верховної Ради України

### Депутати
За результатами місцевих виборів 2010 року депутатами ради стали:

#### За суб'єктами висування
| Суб'єкт висування | Кількість обраних депутатів | %    |
| ----------------- | --------------------------- | ---- |
| Партія регіонів   | 10                          | 62,5 |
| Самовисування     | 6                           | 37,5 |

#### За округами
| № округу        | Прізвище, ім'я, по батькові  | Дата визнання обраним | Освіта  | Партійна приналежність                  | Відомості про обраного депутата             |
| --------------- | ---------------------------- | --------------------- | ------- | --------------------------------------- | ------------------------------------------- |
| Партія регіонів |                              |                       |         |                                         |                                             |
| 1               | Медик Віталій Станиславович  | 05.11.2010            | вища    | член Партії регіонів                    | ДП «Морське», агент з торгівлі              |
| 2               | Павлик Олена Олександрівна   | 05.11.2010            | вища    | член Партії регіонів                    | Веселівська загальноосвітня школа, директор |
| 3               | Павлик Олександр Вікторович  | 05.11.2010            | середня | член Партії регіонів                    | ДП «Морське», охоронець                     |
| 4               | Леонтьєв Євген Васильович    | 05.11.2010            | середня | член Партії регіонів                    | пенсіонер                                   |
| 5               | Авраменко Марина Василівна   | 05.11.2010            | вища    | член Партії регіонів                    | дитячий садок, директор                     |
| 6               | Филимонов Михайло Миколаєвич | 05.11.2010            | вища    | член Партії регіонів                    | ДП «Морське», головний агроном              |
| 7               | Лепсая Ємзар Сергійович      | 05.11.2010            | вища    | член Партії регіонів                    | музей «Софія Київська», інспектор — охорони |
| 8               | Синицька Ірина Павлівна      | 05.11.2010            | вища    | член Партії регіонів                    | Веселівська сільська рада, секретар         |
| 9               | Максимов Олександр Іванович  | 05.11.2010            | середня | член Партії регіонів                    | приватний підприємець                       |
| 10              | Степасюк Любов Георгіївна    | 05.11.2010            | середня | член Політичної партії «Сильна Україна» | ДП «Морське», бригадир                      |
| Самовисування   |                              |                       |         |                                         |                                             |
| 11              | Ібрагімов Смаіл Мустафайович | 09.07.2012            | середня | позапартійний                           | тимчасово не працює                         |
| 12              | Московський Асан Салійович   | 05.11.2010            | середня | позапартійний                           | будинок культури с. Веселе, працівник       |
| 13              | Османов Велі Сейдалійович    | 05.11.2010            | вища    | позапартійний                           | тимчасово не працює                         |
| 14              | Усманова Ельмира Тохтарівна  | 05.11.2010            | середня | позапартійна                            | ТОВ «Ветан», завідувач виробництва          |
| 15              | Османов Рідван Ісанович      | 05.11.2010            | середня | позапартійний                           | тимчасово не працює                         |
| 16              | Коляда Валерій Іванович      | 21.03.2011            | середня | член Партії регіонів                    | приватний підприємець                       |